# Amt Salzschlirf
Das Amt Salzschlirf war eine Gerichts- und Verwaltungseinheit des geistlichen Fürstentums Fulda mit Sitz in Salzschlirf.

## Geschichte
Salzschlirf gehörte ursprünglich kirchlich und gerichtlich zu Großenlüder. 885 wurde eine eigene Kirche in Salzschlirf geweiht und Salzschlirf wurde zum eigenständigen Kirchspiel. 1343 ist der erste fuldische Zentgraf in Salzschlirf nachzuweisen. Ab dem 15. Jahrhundert war die Familie Riedesel im Besitz der Vogtei. 1435 erhielt Hermann II. Riedesel Dorf und Amt von Fürstabt Johann I. von Merlau pfandweise als fuldisches Lehen, Riedesel war aber schon vorher faktisch im Besitz des Amtes gewesen. Die Pfandschaft wurde im 15. Jahrhundert mehrfach erneuert und war ebenso mehrfach umstritten. 1467 vermittelte der Landgraf von Hessen und 1511 der hessische Landhofmeister Vergleiche nach denen ein Kondominat entstand. 1486 verkaufte Hermann III. Riedesel seinen Anteil am Amt dem Hochstift, 1591 tauschte Fulda weitere Anteile am Amt gegen Ansprüche in Lauterbach ein. 1684 verzichteten die Riedesels endgültig auf die verbliebenen Rechte am Amt und das Hochstift war alleiniger Besitzer.
Das Fürstentum Nassau-Oranien-Fulda entstand aufgrund des Reichsdeputationshauptschlusses 1803. In Bezug auf die Rechtsprechung und Verwaltung wurde mit der Landesherrlichen Verordnung die Ober= und Ämter betrefffend vom 8. Januar 1803 eine Neuorganisation der bestehenden Ämter vorgenommen. Das Amt Salzschlirf wurde aufgehoben und dem Oberamt Großenlüder zugeordnet.

## Umfang
Das Amt bestand nur aus dem Dorf und der Saline Salzschlirf. 